# الكسندر غونزاليس (لاعب كرة قدم)
الكسندر غونزاليس (بالإسبانية: Alexander González Moreno) هو لاعب كرة قدم بنمي في مركز الوسط، ولد في 14 ديسمبر 1994 في بنما. لعب مع خاخواريس دي كوردوبا.

## وصلات خارجية
- الكسندر غونزاليس (لاعب كرة قدم) على موقع قاعدة بيانات كرة القدم.إي يو (الإنجليزية)
- الكسندر غونزاليس (لاعب كرة قدم) على موقع ناشيونال فوتبول تيمز (الإنجليزية)
- الكسندر غونزاليس (لاعب كرة قدم) على موقع Soccerbase.com (لاعب) (الإنجليزية)
- الكسندر غونزاليس (لاعب كرة قدم) على موقع Soccerway.com (الإنجليزية)
- الكسندر غونزاليس (لاعب كرة قدم) على موقع AS.com (الإسبانية)